# José Calvo
José Calvo   (Madrid, 3 de març de 1916 - Las Palmas de Gran Canaria, 16 de maig de 1980) va ser un actor de cinema espanyol conegut pels seus papers en westerns i drames històrics.
Va fer al voltant de 150 aparicions, la majoria en pel·lícules entre 1952 i la seva mort el 1980. Va començar al cinema el 1952 i va ser un actor prolífic durant les dècades de 1950 i 1960.. Va fer aparicions en drames políciacs, sovint amb temes històrics, també també va treballar en un bon nombre de westerns.
El 1964 va protagonitzar l'hostaler Silvanito en la producció de Sergio Leone Spaghetti western Per un grapat de dòlars com un dels pocs amics de Clint Eastwood a la ciutat de San Miguel. Més tard actuaria en westerns com Els dies de la ira (1967) davant de Lee Van Cleef, Anda muchacho, spara! '' (1971) i Pols en el Sol (1973) etc.
Tanmateix, després dels Spaghetti western de finals dels 60, en la dècada de 1970 va tornar a aparèixer principalment en pel·lícules espanyoles i per contrast als papers que van dominar la seva carrera va aparèixer en diverses pel·lícules de comèdia espanyoles sovint amb l'humor slapstick, gènere que es va fer popular en aquest període.
Va morir a Gran Canària el 16 de maig de 1980, amb 64 anys.

## Filmografia
- Dulce nombre (1952).
- La forastera (1952).
- El sistema Pelegrín (1952), com a pare de Gelasio.
- Muchachas de Bagdad (1952).
- Concierto mágico (1953).
- La danza de los deseos (1954), com a pare de Candela.
- Elena (1954).
- Sucedió en Sevilla (1955), com a Mayoral Manuel.
- El indiano (1955), com a capataç.
- La cruz de mayo (1955) com a fiscal.
- El coyote (1955).
- Duelo de pasiones (1955).
- Un día perdido (1955), com a Don Patricio.
- El puente del diablo (1956), com a fiscal.
- Ha pasado un hombre (1956), com a García.
- Mi tío Jacinto (1956), com a magatzemista.
- La gran mentira (1956), com a productor que parla amb censor.
- También hay cielo sobre el mar (1956).
- Todos somos necesarios (1956).
- El expreso de Andalucía (1956), com a Arturo.
- El fenómeno (1956), com a cap dels matons.
- La mestiza (1956), com a secretari.
- Calle Mayor (1956), com a amic #4 - doctor.
- Manolo guardia urbano (1956), com a conductor despistat.
- Un traje blanco (1956), com a Ramón.
- El maestro (1957), com a Chauffeur.
- Mensajeros de paz (1957), com a lladre a la presó.
- Ángeles sin cielo (1957), com a company de Curro.
- Buongiorno, primo amore! (1957), com a Pepe.
- Aquellos tiempos del cuplé (1958), com a Cordero.
- Héroes del aire (1958,) com a capitán.
- El hincha (1958).
- El puente de la paz (1958).
- Las chicas de la Cruz Roja (1958), com a pacient d'Andrés.
- Marineros, ¡no miréis a las chicas! (1958), com a còmplice d'Aristóteles.
- Parque de Madrid (1959).
- Somos dos fugitivos (1959).
- Venta de Vargas (1959)
- Una gran señora (1959), com a Don Manuel.
- El día de los enamorados (1959), com a Nica.
- El gafe (1959).
- El secreto de papá (1959).
- A las cinco de la tarde (1960), com a amic.
- Juicio final (1960).
- El amor que yo te di (1960).
- El Litri y su sombra (1960), com a aficionat.
- El hombre que perdió el tren (1960).
- Crimen para recién casados (1960), com a oficial naval.
- El traje de oro (1960).
- La quiniela (1960).
- Don Lucio y el hermano Pío (1960), com a el Pecas.
- El vagabundo y la estrella (1960), com a Eufrasio.
- Alma aragonesa (1961), com a tío Ramón.
- Viridiana (1961), com a Don Amalio.
- El indulto (1961), com a empleat estació de Madrid.
- Fantasmas en la casa (1961).
- Kilómetro 12 (1961).
- Historia de un hombre (1961).
- La banda de los ocho (1962), com a pare de Miguelín.
- I tromboni di Fra Diavolo (1962).
- El valle de las espadas (1963), com a frare.
- El precio de la muerte (1963), com a Porter.
- Scherezade (1963).
- El globo azul (1963).
- El sol en el espejo (1963), com a señor Pardo.
- Gringo (1963), com a Francisco.
- Suspendido en sinvergüenza (1963).
- Júrame (1964).
- Los mangantes (1964), com a brigadier.
- Crucero de verano (1964), com a Fodar.
- Llanto por un bandido (1964), com a client de la posada.
- Los elegidos (1964), com a Boquerón.
- I marziani hanno 12 mani (1964), com a marit gelós.
- Por un puñado de dólares (1964), com a Silvanito.
- Extraconyugal (1964), com a commendatore Sasselli.
- Oklahoma John (1965), com a Rod Edwards.
- La mentirosa (1965).
- Historias de la televisión (1965), com a Ramón Valladares.
- El mundo sigue (1965), com a dueño bar.
- El último rey de los incas (1965).
- El hombre de Toledo (1965), com a Don Canio.
- Agente Z-55, Misión Hong Kong (1965), com a Anthony Blade, el director de la companyia.
- La dama de Beirut (1965).
- La primera aventura (1965), com a Cosme.
- Plazo para morir (1965), com a xèrif.
- ¿Por qué seguir matando? (1965), com a López.
- Una ráfaga de plomo (1965), com a Yusuff.
- El parasol (1965), com a comendador Tagliaferri.
- Platero y yo (1966), com a Don José.
- Dos contra Al Capone (1966), com a Al Capone.
- La viuda soltera (1966).
- Nuevo en esta plaza (1966), com a Tomás.
- Tres noches violentas (1966).
- Che notte ragazzi! (1966), com a chófer.
- Por mil dólares al día (1966), com a Carranza.
- No hago la guerra... prefiero el amor (1966), com a Don Getulio.
- El filo del miedo (1967), com a Don César de Urdaz.
- El día de la ira (1967), com a Blind Bill.
- Dos veces Judas (1968), com a doctor Russell.
- Los pistoleros de Paso Bravo (1968), com a venedor de agua.
- Aquí robamos todos (1968), com a Martin.
- Laberinto (1969), com a Benson.
- Cantando a la vida (1969).
- La muerte de un presidente (1969), com a doctor Strips.
- Golpe de mano (Explosión) (1970), com a pare de Novales.
- Tristana (1970), com a campanero.
- El gran crucero (1970).
- El clandestino (1970).
- Los amores de Don Juan (1971), com a Sultano Selim.
- El sol bajo la tierra (1971), com a Joselito Cosorito.
- Murders in the Rue Morgue (1971), com a geperut.
- Los días de Cabirio (1971), com a pare de Mary Carmen.
- El rapto de Elena, la decente italiana (1972), com a advocat.
- Dust in the Sun (1972), com a el Gran Goldoni.
- Trágica ceremonia en Villa Alexander (1972), com a Sam David.
- La redada (1973), com a cap superior de policía.
- Carta de amor de un asesino (1973), com a Ramón.
- Un trabajo tranquilo (1973), com a Don Nicolone Salento.
- Joe y Margerito (1974), com a Don Salvatore.
- Pim, pam, pum... ¡fuego! (1975), com a policía.
- El hombre que desafió a la organización (1975), com a Zaccaria Rabajos.
- Las bodas de Blanca (1975), com a cuñado de Antonio.
- Esclava te doy (1976), com a juez.
- Las delicias de los verdes años (1976), com a D. Illán.
- El secreto inconfesable de un chico bien (1976), com a Don Gumersindo.
- La espada negra (1976).
- Secretos de alcoba (1977), com a Luis.
- El último guateque (1977), com a Don Julián.
- El huerto del Francés (1978), com a José Muñoz Lopera.
- Mi mujer no es mi señora (1978), com a Don Homero.
- Soldados (1978).
- Tiempos de constitución (1979).
- En mil pedazos (1980), com a Joaquín Faldrao.
- ¡Qué verde era mi duque! (1980), com a pallús.
- Carta a nadie (1984)